# Sövde amfiteater

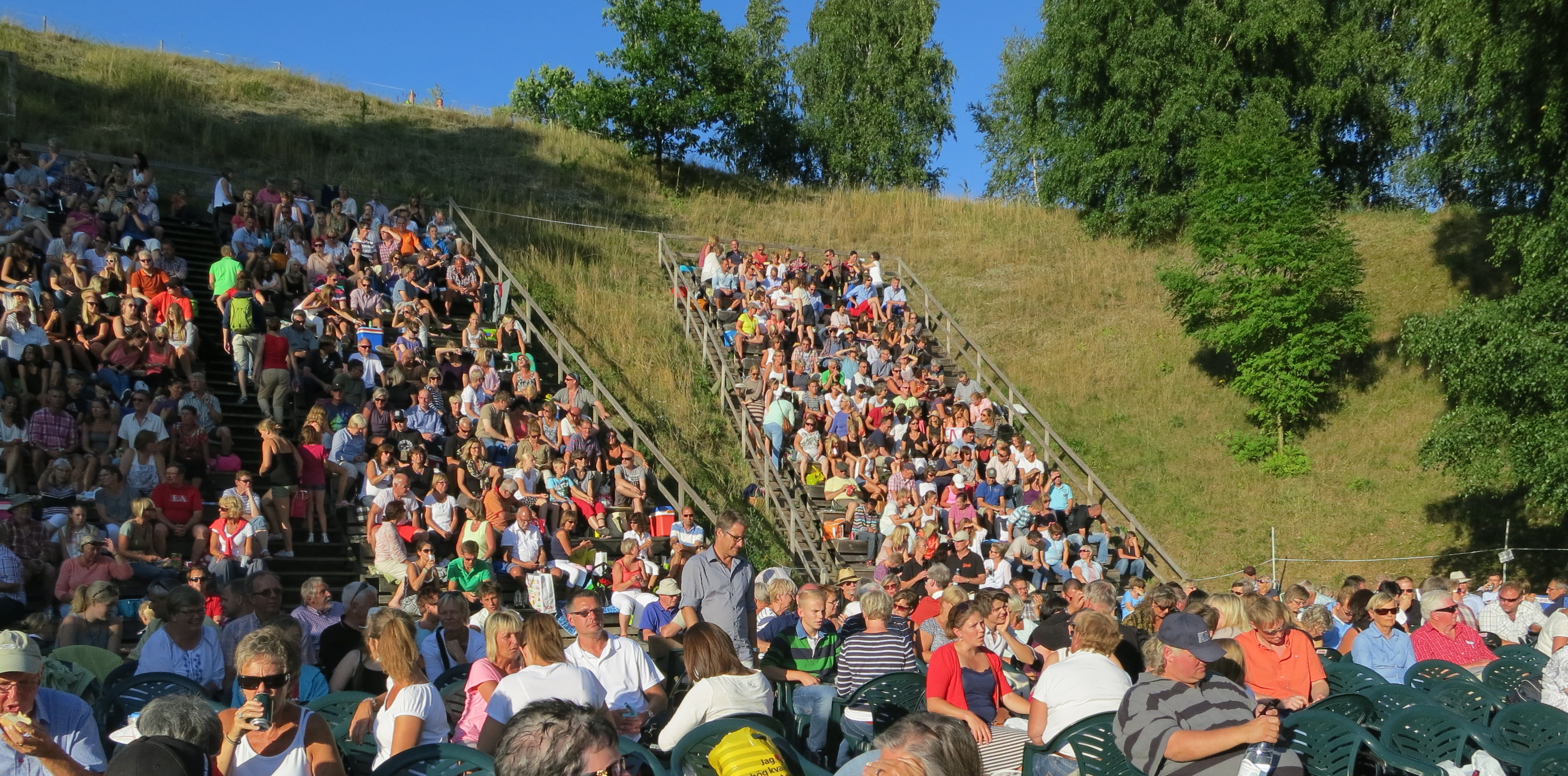
Publik i amfiteatern

Sövde amfiteater är en amfiteater belägen i Sövde, Sjöbo kommun, Skåne län.
Friluftsteatern började byggas ett kvartal in i 1987, då med ett hundratal engagerade bybor och firmor. Sommaren 1987 stod teatern klar - med uppåt 800 sittplatser, en 2000 m² stor markyta och gräskullar längs sidorna, ca 10-15 meter höga där publik får plats. På senare tid[när?] har man byggt ut med sittplatser, så nu har man uppåt 1700 sittplatser.
På premiären kom ett tiotusental personer till teatern.
Enligt historien[källa behövs] var teaterns nuvarande plats från början en plats där kyrkoherdar och församlingsbor kunde ha gudstjänster i naturen, då platsen inte låg långt från Sövde kyrka.
Var sommar uppsätts ett antal aktiviteter och scenuppsättningar på teatern.
Några svenska artister som uppträtt är: Jerry Williams, Lena Philipsson, Nanne Grönvall och After Shave och Anders Eriksson.